# Osnovna šola Hinka Smrekarja
Osnovna šola Hinka Smrekarja je ena izmed osnovnih šol v Sloveniji. Nahaja se na Gorazdovi ulici 16 v Zgornji Šiški (Ljubljana).
Zgrajena je bila leta 1959 zaradi potreb novega delavskega naselja, ki je nastalo ob tovarni Litostroj. 
Poimenovana je po slovenskem slikarju, risarju, grafiku in ilustratorju Hinku Smrekarju, ki je živel v današnjem šolskem okolišu.
Ustanovitelj šole je Mestna občina Ljubljana.

## Zgodovina
Otvoritev šole je bila 5. septembra leta 1959. V šolskem letu 1959/60 je pouk obiskovalo 1221 učencev, poučevalo jih je 43 učiteljev. Na šoli je bilo 29 oddelkov in je pouk potekal v dveh izmenah. V prvem šolskem letu sta bili na šoli v tečajni obliki organizirani tudi šola za starše in šola za odrasle in v njiju so odrasli pridobivali znanje še nekaj nadaljnjih šolskih let. Od šolskega leta 1974/75 je začel na šoli potekati pouk podaljšanega bivanja v prostorih VVZ Litostroj. 
Na šoli od začetka deluje šolska knjižnica, v kateri je zaposlena knjižničarka. Ves čas ima pomembno vzgojno-izobraževalno vlogo v življenju in delu šole. Od začetka je na šoli stalno zaposlen psiholog, od leta 1977 tudi socialni delavec (socialni pedagog). Od leta 1991 je na šoli po normativih sistematiziran računalnikar, za načrtovanje in kvaliteto šolske prehrane od začetka skrbi vodja šolske prehrane. Poleg pedagoškega kadra so na šoli od začetka zaposleni tudi administrativni delavci, kuharica, hišnik in snažilke. 
Do danes je šolo vodilo 8 ravnateljev oz. ravnateljic: Vinko Habjan, Ronald Malej, Volga Stanković, Marjan Kodelja, Milena Zatler, Janez Špan, Rebeka Velak in mag. Igorcho Angelov. 
Od leta 1959 do danes se je število učencev več kot razpolovilo.
Šolska stavba je vsa  leta do 2001 ostala nespremenjena. V prvih letih po otvoritvi šole je bila dograjena le šolska telovadnica. 
Šolska stavba je kmalu postala premajhna, saj so travnike v njeni okolici pozidali z bloki, vanje pa so se vselile mlade družine. Po večletnem čakanju je bil dograjen prizidek. Septembra 2000 so gradbeniki vlili prvo betonsko ploščo nad zakloniščem, 7. decembra 2000 je ostrešje prizidka že krasila smrečica, 3. 9. 2001 je bila slavnostna otvoritev. 
Šola je dobila moderno opremljene učilnice in druge šolske prostore - sodobno opremljeno računalniško učilnico ter zelo potrebno razdelilno šolsko kuhinjo. Do tedaj so učenci kosili v VVZ Litostroj, malico pa se je razdeljevalo v izjemno slabih pogojih. Šola je dobila tudi popolnoma novo sodobno opremljeno telovadnico in lepo urejeno šolsko igrišče in okolico. 
Arhitekt prizidka je bil Boris Briški, delovodja pa Stane Pečko.
Za gradnjo in opremo prizidka je denar zagotovila Mestna občina Ljubljana.

## Dejavnosti
V letu 1992 je bila šola od Zavoda RS za šolstvo izbrana za izvajanje projekta začetnega računalniškega opismenjevanja Petra. Projekt pomeni začetek didaktično osmišljene uporabe računalnika pri pouku slovenskega jezika, likovne vzgoje in tehničnega pouka. Zaključen je bil v letu 1994. Pomenil je odločilen premik k uporabi računalnika pri pouku in uvajanje novih oblik in metod dela, ki so jih bili učenci veseli in bili ob njih zelo motivirani za učenje.
V šolskem letu 1994/95 sta Ministrstvo RS za šolstvo in šport in Zavod RS za šolstvo začela uresničevati program Računalniško opismenjevanje (Ro). V okviru programa Ro je bila imenovana Razvojna skupina za pouk slovenskega jezika ob računalniku, šola pa imenovana za Osrednjo šolo za pouk slovenščine ob računalniku v Sloveniji.
Razvojna skupina je v sodelovanju z računalnikarji proučevala možnosti uporabe računalnika pri slovenščini, ustvarjala e-gradiva in računalniške programe za pouk slovenščine, preizkušala in uvajala nova e-gradiva in računalniške programe v pouk, preizkušala in vrednotila strojno opremo za pouk slovenščine.
Šola je bila ves čas vključena še v druge računalniške projekte v okviru  Zavoda za šolstvo, Ministrstva za šolstvo in šport in Zavoda MIRK, kot so Slovensko izobraževalno omrežje (SIO), Evropsko šolsko omrežje, Učenje na daljavo, Branje na daljavo, Dobre vesti iz naše šole in našega mesta (Unescov nacionalni projekt medšolskega sodelovanja na daljavo - od 2000), Timko, eTwinning.
Od šolskega leta 2010/11 naprej je šola vključena v projekt Ministrstva za šolstvo in šport »e-šolstvo«. Projekt pomeni nadaljevanje in pospešitev procesa informatizacije šole na vodstvenem, didaktičnem in tehničnem področju.
OŠ Hinka Smrekarja od leta 2000 (od samega začetka) sodeluje v nacionalnem Unescovem ASPnet projektu Dobre vesti iz naše šole in našega mesta, ki ga vodi OŠ Ledina v Ljubljani. V njem sodeluje 10 šol (9 iz Slovenije in 1 z Madžarskega).
Sodelujoče šole v projektu udejanjajo vse štiri Delorsove stebre izobraževanja, s poudarkom na učenju bivanja in sobivanja v kulturni raznolikosti in v skrbi za ohranjanje kulturne in naravne dediščine naših krajev, ob čemer se mladi vzgajajo v samostojne in odgovorne osebnosti. To dosegajo z učenjem pozitivnega doživljanja posameznika in sveta, s sprejemanjem drugačnosti, z medgeneracijskim povezovanjem in sodelovanjem, s spoznavanjem mest, dežel in kultur, z ustvarjanjem na literarnem, likovnem, glasbenem in gledališkem področju.
Od šolskega leta 2008/09 se šola pridružuje mreži Unescovih šol, saj želi poudarjeno živeti in delovati po načelih Unesca.
V šolskem letu 2014/15 je šola za tri leta prejela nacionalni status v UNESCO ASP mreži šol.
OŠ Hinka Smrekarja je pridobila naziv kulturna šola in je ena izmed 53 kulturnih šol v Sloveniji. Šola bo ta naslov nosila 4 leta. Toliko in še več let je v šoli v imenu kulture potekalo in še poteka veliko dejavnosti na gledališkem, literarnem, likovnem, turističnem, filmskem in glasbenem področju. Vse dejavnosti slonijo na predanih in energije polnih mentorjih, vzgib pa jim dajejo nadarjeni in ustvarjalni učenci. Marsikateri izmed njih so naredili vtis ne samo na šolski, ampak tudi na državni ravni. Dodano vrednost naše dejavnosti dobivajo tudi s prepletom različnih področij, kar spodbuja k sodelovanju večje število različno nadarjenih učencev, pri tem pa se pogosto rodijo nove ideje za nove projekte.
Na šoli od 1999. leta zelo uspešno deluje otroški pevski zbor pod vodstvom Judite Jereb Pohlen, ki nastopa na šolskih prireditvah, v bližnjih vrtcih, domovih za ostarele, sodeluje na občinskih ali območnih revijah, na mednarodnem festivalu Igraj se z mano in drugih priložnostnih prireditvah, kot so otvoritve razstav, Otroški bazar, Pomežik poletju,  obisk v Mestni hiši. Na prireditvi ob 50-letnici šole je nastopil v sodelovanju s pihalnim orkestrom Litostroj. Zelo uspešno nastopa tudi na drugih vidnejših glasbenih prireditvah: na Reviji pevskih zborov ljubljanskih osnovnih šol (2009), na Mednarodnem glasbenem festivalu za otroke "OTROŠKE ZVEZDICE" (2010), na Reviji ljubljanskih otroških, mladinskih in srednješolskih pevskih zborov (2012). V zboru poje od 80 do 90 otrok.
Zbor je imel na šoli tudi samostojen koncert ob izidu zgoščenke z 20 izvirnimi skladbami zborovodkinje Judite Jereb Pohlen (2009).
V projektu Turizmu pomaga lastna glava, ki ga vsako leto organizira Turistična zveza Slovenije, naša šola v okviru turističnega in likovnega krožka zelo uspešno sodeluje že od 2008 leta. Projekt obsega izdelavo turistične naloge, pripravo tržnice ter predstavitev turističnega produkta obiskovalcem. Šola je prejela že vrsto priznanj (srebrno priznanje za nalogo Zopet preste leta 2008, srebrno priznanje za nalogo Za čisto Ljubljanico leta 2009 in zlato priznanje za najboljšo turistično tržnico po mnenju obiskovalcev istega leta, bronasto priznanje za nalogo Gremo v Šiško leta 2010, srebrno priznanje za nalogo Zmajčkova parada leta 2011 in zlato priznanje za najboljšo turistično tržnico istega leta, srebrno priznanje za nalogo Všeč mi je Ljubljana - všeč mi je urbana leta 2012 in srebrno priznanje za nalogo Barvitost okusov leta 2013).
Pri likovnih dejavnostih nastajajo kakovostna otroška likovna dela v različnih likovnih tehnikah in področjih, ki so redno razstavljena v šolskih avlah ter z njimi sodelujejo na likovnih natečajih in razstavah. Bolj radovedni in nadarjeni učenci so vključeni v »likovne akcije» (izbor meseca, likovni natečaji, projekti, razstave ipd.).
Vsako leto sodelujejo pri novoletni okrasitvi mesta Ljubljane z lampijoni, lestenci ali  pravljičnimi bitji, zadnji dve leti tudi v Zmajevem karnevalu (pustni karneval, kjer se predstavijo številne mednarodne skupine tradicionalnih in drugih mask).
Pri teh dejavnostih izdelujejo tudi scenografije in rekvizite za šolsko gledališko skupino, pripravljajo gradivo, plakate, scenografije in celostne podobe za številne šolske in obšolske dogodke, prireditve, razstave ter projekte.
Likovna dela učencev so bila večkrat opažena, razstavljena na skupinskih razstavah, nagrajena ali so dobila priznanja. Nekaj pomembnejših sodelovanj v zadnjih štirih letih: na likovnem natečaju Slovenske znanstvene fundacije, skupinska razstava v Cankarjevem domu, 2009; pri projektu Evropska vas, prejeli priznanji, 2009 in 2010; pri projektu Turizmu pomaga lastna glava, prejeli bronasto, srebrna, zlata priznanja, 2008, 2009, 2010, 2011, 2012 in 2013; pri poslikavah kajakov za svetovno prvenstvo v veslanju Tacen 2010, skupinska razstava na prulskem mostu; na likovnem natečaju LPP, prejeli posebno priznanje in javna predstavitev, 2010/2011; na likovnem natečaju RTV Slovenija Skrivnostni možgani, prejeli priznanje, 2010/2011; pri projektu Šola brez alkohola, MISSS, skupinska razstava v Mercator centru Dravlje, 2011/2012; na likovnem natečaju Po Fabianijevih poteh, skupinska razstava, Štanjel 2011/2012; pri projektu čezmejnega sodelovanja Slovenije in Hrvaške Otroci in mladi ne priznajo meja, ZPMS, prejeli prvo nagrado za najboljši slogan in grafit, Ljubljana 2012; na mednarodni skupinski razstavi Viški salonček, Ljubljana 2013.
Na šoli deluje letos že peto leto Smrekarjevo gledališče. Že od leta 2008 se vsako leto udeležijo srečanja otroških gledaliških skupin Z odra na oder na OŠ Leona Štuklja v Mariboru v okviru projekta Dobre vesti iz naše šole in našega mesta, območnega srečanja gledaliških skupin v domu kulture v Mostah - Španski borci ter v Pionirskem domu Festivala gledaliških sanj, kjer je bila učenka Janja Žnidarčič v šolskem letu 2011/2012 v vlogi vohljačke nagrajena za najobetavnejšo mlado igralko. Igre uprizarjajo tudi malčkom iz sosednjih vrtcev, gostujejo v Domu starejših občanov Ljubljana-Šiška in v Knjižnici Šiška. Spomladi 2011 in 2012 so se predstavili tudi na festivalu Igraj se z mano na Prešernovem trgu. Nastopajo tudi na prireditvah za starše in vsakoletni zaključni šolski prireditvi.
Šolsko glasilo Smrekarček ima že 51-letno zgodovino. Prva številka je izšla v šolskem letu 1962/63. Takrat se je časopis imenoval Viri, pozneje je bil preimenovan v Smrekarček. Zadnja izdaja v tiskani obliki je izšla septembra 2001. Nato je izhajal v obliki stenskega časopisa. V šolskem letu 2005/06 je začel izhajati kot spletni časopis, tudi s foto utrinki iz  šolskih klopi.  
V šolskem letu 1996/97 je časopis prejel pohvalo za stalno kvaliteto. V šolskem letu 2007/08 je na festivalu računalništva in informatike prejel zlato priznanje za doseženo 3. mesto.
Projekt izobraževanja s pomočjo psa se na šoli izvaja že tretje leto v sodelovanju z Zavodom za terapijo s pomočjo psa PET. Njegov namen je vključevanje terapevtskih psov v vzgojno-izobraževalni proces.
Izvajajo se delavnice z namenom osveščanja otrok o sožitju z naravo in ravnanju z živalmi, o prostovoljstvu in odgovornosti do skupnosti, v kateri živijo. S temi delavnicami se želi preseči tudi multikulturne razlike. Psa se vključuje tudi pri pouku in športnih dnevih. Nekaj učencev je vključenih v program branja s pomočjo psa. Cilj tega posredovanja je izboljšati bralno pismenost otrok, privzgojiti ljubezen in zanimanje za knjige in branje na poseben način; otrok namreč bere psu. Terapevtske pse se vključuje tudi pri urah dodatne strokovne pomoči. Pripomorejo k izboljšanju socialnih veščin učencev. Individualno se uporabljajo pri učencih, ki imajo težave na specifičnih področjih. Pri slednjih so srečanja kontinuirana vse šolsko leto, tako kot pri branju s pomočjo psa.
Projekt Zdrav življenjski slog na šoli poteka že tretje leto. Njegov cilj je dodatno spodbuditi osnovnošolske otroke k oblikovanju zdravega življenjskega sloga. Zainteresiranim učencem sta zagotovljeni dodatni dve uri aktivnosti na teden, pri katerih se odpravlja posledice negativnih vplivov sodobnega načina življenja (vadba za primerno telesno držo, odpravljanje ploskosti stopal, odpravljanje debelosti, razvoj splošne vzdržljivosti ...). S programom se želi vključenim učencem zagotoviti priporočeno vsakodnevno strokovno vodeno vadbo pod vodstvom učitelja športne vzgoje.

## Slavni učenci
- Anton Rop, politik
- Srečko Katanec, nogometaš
- Andrej Škufca, plesalec
- Marinka Ribič, balerina
- Ana Klašnja, balerina
- Adriano Janežič, ilustrator
- Boris Kos, igralec
- Andraž Šporar, nogometaš